# Harpactocrates drassoides
Harpactocrates drassoides es una especie de araña araneomorfa del género Harpactocrates, familia Dysderidae. Fue descrita científicamente por Simon en 1882.
Se distribuye por Europa Oriental. El cuerpo de esta especie mide aproximadamente 9-15 milímetros de longitud. Habita en bosques de coníferas y mixtos, también en la hojarasca.